# Rossinyol de Bocage
El rossinyol de Bocage (Sheppardia bocagei) és una espècie d'ocell de la família dels muscicàpids (Muscicapidae) pròpia de l'Àfrica central. Es troba a Angola, Camerun, República Democràtica del Congo, Guinea Equatorial, Nigèria, Tanzània, i Zàmbia. Habita els boscos tropicals i subtropicals de frondoses humits de l'estatge montà, els boscos secs i els pantans tropicals i subtropicals. El seu estat de conservació es considera de risc mínim.
El nom específic de Bocage fa referència al professor José Vicente Barboza du Bocage (1823-1907), ornitòleg portuguès i pare de l'ornitologia angolesa.